# Landessportverband Schleswig-Holstein
Der Landessportverband Schleswig-Holstein e. V. (LSV) ist der Dachverband der Sportvereine und Sportverbände im nördlichsten Bundesland Deutschlands, Schleswig-Holstein. Er wurde am 25. Januar 1947 gegründet und zählt 2.467 Vereine mit insgesamt 812.300 Mitgliedern (Stand: 1. Januar 2025). Der Hauptsitz des LSV Schleswig-Holsteins ist Kiel. Zusammen mit den Sportverbänden der übrigen 15 Bundesländern ist der LSV Schleswig-Holstein Mitglied im Deutschen Olympischen Sportbund (DOSB).

## Mitglieder
Der Landessportverband ist eine Vereinigung der Sportvereine sowie der Kreissportverbände, der Landes und Sportfachverbände, der außerordentlichen Mitglieder, der Mitglieder mit besonderer Aufgabenstellung und der korrespondierenden Mitglieder im Lande Schleswig-Holstein.

### Kreissportverbände
Dem Verband gehören 15 Kreissportverbände – analog zu den politischen Kreisen und kreisfreien Städten – an.
- Kreissportverband Dithmarschen e. V.
- Kreissportverband Herzogtum Lauenburg e. V.
- Kreissportverband Neumünster e. V.
- Kreissportverband Nordfriesland e. V.
- Kreissportverband Ostholstein e. V.
- Kreissportverband Pinneberg e. V.
- Kreissportverband Plön e. V.
- Kreissportverband Rendsburg-Eckernförde e. V.
- Kreissportverband Schleswig-Flensburg e. V.
- Kreissportverband Segeberg e. V.
- Kreissportverband Stormarn e. V.
- Sportverband Flensburg e. V.
- Sportverband Kiel e. V.
- Sportverband Kreis Steinburg e. V.
- Turn- und Sportbund der Hansestadt Lübeck e. V.

### Landes- und Sportfachverbände
Die Landes- und Sportfachverbände, die Mitglieder im Landessportverband sind, stehen für die Vielfalt des Sports in Schleswig-Holstein.
- Aikido-Verband Schleswig-Holstein e. V.
- American Football und Cheerleading Verband Schleswig-Holstein e. V.
- Basketball-Verband Schleswig-Holstein e. V.
- Billard-Verband Schleswig-Holstein e. V.
- Cheerleading und Cheerperformance Verband Schleswig-Holstein e. V.
- Einradverband Schleswig-Holstein e. V.
- Fechterbund Schleswig-Holstein e. V.
- Floorball Verband Schleswig-Holstein e. V.
- Gehörlosen-Sportverband Schleswig-Holstein e. V.
- Gewichtheber-Verband Schleswig-Holstein von 1982 e. V.
- Golfverband Schleswig-Holstein e. V.
- Handball-Verband Schleswig-Holstein e. V.
- Judo-Verband Schleswig-Holstein e. V.
- Karate-Verband Schleswig-Holstein e. V.
- Kendobund Schleswig-Holstein e. V.
- Landes-Eissport-Verband Schleswig-Holstein e. V.
- Landes-Kanu-Verband Schleswig-Holstein e. V.
- Landessportfischerverband Schleswig-Holstein e. V.
- Luftsportverband Schleswig-Holstein e. V.
- Motoryachtverband Schleswig-Holstein e. V.
- Norddeutscher Billard Verband e. V.
- Norddeutscher Schützenbund von 1860 e. V.
- Pferdesportverband Schleswig-Holstein e. V.
- Rad- und Kraftfahrerbund Solidarität, Landesverband Schleswig-Holstein e. V.
- Radsportverband Schleswig-Holstein e. V.
- Rehabilitations- und Behinderten-Sportverband Schleswig-Holstein e. V.
- Ringerverband Schleswig-Holstein e. V.
- Rollsport- und Inline-Verband Schleswig-Holstein e. V.
- Ruderverband Schleswig-Holstein e. V.
- Schachverband Schleswig-Holstein e. V.
- Schleswig-Holsteinische Triathlon-Union
- Schleswig-Holsteinischer Amateur-Box-Verband e. V.
- Schleswig-Holsteinischer Badminton Verband e. V.
- Schleswig-Holsteinischer Dartverband e. V.
- Schleswig-Holsteinischer Fachverband für Motorsport e. V.
- Schleswig-Holsteinischer Fußballverband e. V.
- Schleswig-Holsteinischer Hockey-Verband e. V.
- Schleswig-Holsteinischer Ju-Jutsu Verband e. V.
- Schleswig-Holsteinischer Leichtathletik-Verband e. V.
- Schleswig-Holsteinischer Minigolfsport-Verband e. V.
- Schleswig-Holsteinischer Schwimmverband e. V.
- Schleswig-Holsteinischer Sportkeglerverband e. V.
- Schleswig-Holsteinischer Turnverband e. V.
- Schleswig-Holsteinischer und Hamburger Baseball- und Softball-Verband e. V.
- Segler-Verband Schleswig-Holstein e. V.
- Skiverband Schleswig-Holstein e. V.
- Squash Verband Schleswig-Holstein e. V.
- Taekwondo-Verband Schleswig-Holstein e. V.
- Tanzsportverband Schleswig-Holstein e. V.
- VdSt Tauchsport Landesverband Schleswig-Holstein e. V.
- Tennisverband Schleswig-Holstein e. V.
- Tischtennis Verband Schleswig-Holstein e. V.
- Verband für Modernen Fünfkampf Schleswig-Holstein e. V.
- Volleyballverband Schleswig-Holstein e. V.

### Außerordentliche Mitglieder
Außerordentliche Mitglieder des Landessportverbandes sind Verbände, die sportliche Aufgaben erfüllen.
- Deutsche Lebens-Rettungs-Gesellschaft Landesverband Schleswig-Holstein e. V.
- Deutsche Olympische Gesellschaft Landesverband Schleswig-Holstein e. V.
- Deutscher Sportlehrerverband e. V. Landesverband Schleswig-Holstein
- Landesarbeitsgemeinschaft Herz und Kreislauf in Schleswig-Holstein e. V.
- Special Olympics für Deutschland in Schleswig-Holstein e. V.
- Sportärztebund Schleswig-Holstein
- Verband Schleswig-Holsteinischer Boßler e. V.

### Mitglieder mit besonderer Aufgabenstellung
Mitglieder des Landessportverbandes mit besonderer Aufgabenstellung sind Verbände, die keine Fachsportart vertreten, deren Tätigkeit jedoch weitgehend im sportlichen Bereich liegt und die über Untergliederungen verfügen.
- Kneipp-Bund Landesverband Schleswig-Holstein e. V.
- Landesbetriebssportverband Schleswig-Holstein e. V.

### Korrespondierende Mitglieder
- Stiftung Therapeutisches Reiten

## Vorstand
In der aktuellen Wahlperiode 2024 gehören dem Vorstand an:
- Barbara Ostmeier, Präsidentin (seit 1. November 2024)[1]
- Doris Birkenbach, Vizepräsidentin
- Meike Evers-Rölver, Vizepräsidentin
- Matthias Hansen, Vizepräsident
- Bernd Küpperbusch, Vizepräsident
- Götz Bormann, Schatzmeister
- Fynn Stichert, Vorsitzender der Sportjugend Schleswig-Holstein
- Kirsten Bruhn, Beisitzerin
- Peter Weltersbach, Beisitzer
- Ute Freund, Beisitzerin Gleichstellung
- Ekkehard Wienholtz, Ehrenpräsident

## Geschäftsleitung
Die hauptamtliche Verwaltung des LSV liegt in der Zuständigkeit der Geschäftsleitung:
- Manfred Konitzer-Haars, Hauptgeschäftsführer
- Maren Koch, Geschäftsführerin Recht / Personal / Umwelt
- Thomas Behr, Geschäftsführer Leistungssport
- Ingo Diedrichsen, Geschäftsführer Finanzen / Verwaltung
- Martin Maecker, Geschäftsführer Vereins-/Verbandsentwicklung / Breitensport
- Carsten Bauer, Geschäftsführer Sportjugend Schleswig-Holstein / LSV-Bildungswerk

## Sportjugend
Die Sportjugend Schleswig-Holstein ist die Jugendorganisation des Landessportverbandes Schleswig-Holstein e. V. Sie gestaltet ihre Arbeit in eigener Verantwortung. Sie ist anerkannter Träger der freien Jugendhilfe nach dem Kinder- und Jugendhilfegesetz. Ihre Mitglieder sind die Jugendorganisationen der Kreissport- und Landesfachverbände. Insgesamt bilden alle jungen Menschen bis 27 Jahren in den Sportvereinen des Landes die Sportjugend Schleswig-Holstein.

## Vermarktung
Die Sport- und Event-Marketing Schleswig-Holstein GmbH (SEMSH) ist die Vermarktungsgesellschaft des Landessportverbandes Schleswig-Holstein (LSV) und betreut darüber hinaus auch die Fachverbände Fußball, Volleyball und Handball. Die SEMSH bildet somit die Schnittstelle zwischen regionalen und nationalen Wirtschaftsunternehmen und dem organisierten Angebotsspektrum im Leistungs- und Breitensport.